# Eurotettix bugresensis
Eurotettix bugresensis är en insektsart som beskrevs av Cigliano 2007. Eurotettix bugresensis ingår i släktet Eurotettix och familjen gräshoppor. Inga underarter finns listade i Catalogue of Life.